# Журятино
Журя́тино — деревня в Рыльском районе Курской области. Входит в Березниковский сельсовет.

## География
Деревня находится в 104 км западнее Курска, в 7 км севернее районного центра — города Рыльск, в 6 км от центра сельсовета — Березники.
Климат
Журятино, как и весь район, расположен в поясе умеренно континентального климата с тёплым летом и относительно тёплой зимой (Dfb в классификации Кёппена).

## Население
| 2002 | 2010 |
| ---- | ---- |
| 33   | ↘22  |

## Инфраструктура
Личное подсобное хозяйство.

## Транспорт
Журятино находится в 7,5 км от автодороги регионального значения 38К-017 (Курск — Льгов — Рыльск — граница с Украиной), в 1 км от автодороги 38К-040 (Хомутовка — Рыльск — Глушково — Тёткино — граница с Украиной), в 1 км от автодороги межмуниципального значения 38Н-697 (38К-040 — Березники), в 7 км от ближайшей ж/д станции Рыльск (линия 358 км — Рыльск).
В 171 км от аэропорта имени В. Г. Шухова (недалеко от Белгорода).